# Alapértelmezés
Az alapértelmezés (default) az informatikában olyan érték vagy állapot, amely az operációs rendszer, alkalmazás vagy periféria  több lehetséges értékkel rendelkező változójához vagy beállításához automatikusan hozzárendelésre kerül (de a felhasználó azt explicit módon felülbírálhatja). Fogyasztói elektronikai eszközök esetében előbeállítás vagy alapbeállítás (preset), illetve gyári beállítások (factory defaults) néven is említik.
Az alapértelmezett beállításokat általában úgy választják meg, hogy a legjellemzőbb alkalmazási környezetnek és feladatoknak megfeleljenek, az eszköz a megvásárlás után azonnal használatba vehető legyen; tehát a leggyakoribb, vagy sokszor a legüzembiztosabb értékeket állítják be.
Bizonyos esetekben az alapértelmezés megváltoztatható (pl. egy szövegszerkesztőben a mentéshez felajánlott alapértelmezett könyvtár vagy az új dokumentum papírmérete), más esetben csak felülbírálható, például parancssori kapcsolókkal.
Egyes alkalmazásoknál lehetőség van a gyári beállítások visszaállítására (ún. factory reset).

## Példák

### Operációs rendszerek
Számos beállítás létezik, amit az operációs rendszer alapértelmezetten kínál fel a felhasználó vagy a felhasználói alkalmazás felé. Ilyen lehet a különböző kiterjesztésű fájlok megnyitásához használt alkalmazás beállítása, az alapértelmezett nyomtató, dátumformátum stb.

### Megjelenítők
A televíziókon és a monitorokon tipikusan van olyan gomb, vagy legalább menüelem, ami a gyári beállításokat visszaállítja, tehát lehetővé teszi a képernyő fényerejének, kontrasztjának, színeinek stb. a gyártó által ajánlott alapértékekre való visszaállítását. Ez hasznos lehet olyankor, ha túlságosan elállítódtak, például mert egy kisgyerek játszott a távirányítóval. A gyári beállításokhoz képest némi finomhangolásra szükség lehet, de valószínűleg kevesebbre, mint véletlenszerű kiindulási értékek esetében.

## Szövegbevitel
Az alapértelmezett értékek űrlapokban, szövegbevitelnél történő használatának két fő, egymással néha ellentétes célkitűzése lehet:
- A szükséges felhasználói közreműködés minimalizálása. A leggyakoribb értékek alapértelmezettnek állítása kielégíti ezt a célt.

- A beviteli hibák minimalizálása. Az alapértelmezett értékek használata növelheti a hibák számát, mert a felhasználók módosítatlanul hagyhatják a téves, előre beállított értékeket. Ha a mezők értéke ellenőrizhető, a probléma kevésbé súlyos. Ha például a kézbesítés országát a postai címmel és irányítószámmal keresztbe lehet ellenőrizni, hiba esetén fel lehet kérni a felhasználót az értékek korrigálására.

Olyankor, amikor nincs egyértelműen valószínűbb eset, illetve az értékek nem ellenőrizhetők le más hozzáférhető információk alapján – például a nem megadásánál – tanácsos nem adni alapértelmezett értéket.

## Programozási nyelvek
A C programozási nyelvcsaládban (de magában az ISO-C99 szerinti C nyelvben éppen nem) egy függvénynek lehetnek default paraméterei, amik a függvény paraméter nélküli meghívásakor kapnak szerepet.
A C-ben és a C-re épülő szintaxisú nyelvekben a switch kifejezés (ami alternatívák közötti választást tesz lehetővé) ismeri a default kulcsszót, ami arra az esetre vonatkozik, amikor a többi eset nem áll fent.
A Fortran nyelvben a deklaráció INIT paramétere meghatározza egy változó kezdeti, alapértelmezett értékét.

## Fordítás
- Ez a szócikk részben vagy egészben a Default (computer science) című angol Wikipédia-szócikk ezen változatának fordításán alapul.  Az eredeti cikk szerkesztőit annak laptörténete sorolja fel. Ez a jelzés csupán a megfogalmazás eredetét és a szerzői jogokat jelzi, nem szolgál a cikkben szereplő információk forrásmegjelöléseként.